# LoveGame
LoveGame is de derde single van The Fame, het album dat Lady Gaga in oktober 2008 uitbracht.

## Achtergrondinformatie
Haar platenfirma besloot na het uitbrengen van het nummer om LoveGame deels terug te trekken. Onder andere de landen Australië en Engeland hebben de single namelijk verboden, omdat zowel de videoclip als de tekst te provocerend zou zijn. De single bevat onder meer de tekst: "I wanna take a ride on your discostick". 'Discostick' kan hierbij een metafoor zijn voor een penis. De platenfirma heeft besloten om LoveGame in deze landen te vervangen door het nummer Paparazzi. In Nederland werd LoveGame wel uitgebracht en het werd door Radio 538 verkozen tot Alarmschijf.

## Stijl
LoveGame is een uptempo electropoplied, gekenmerkt door dancebeats. Het lied heeft een tempo van 104 bpm.

## Commerciële ontvangst
Het nummer debuteerde in de Amerikaanse Billboard Hot 100 op 4 april 2009 op de 96e plaats, maar viel de week erop weer uit de lijst. Op 9 mei kwam het opnieuw de lijst binnen op de 99e plaats en steeg de week daarna naar 81. In Canada debuteerde het nummer al in september 2008 op plaats 68 terwijl het nog niet op single was uitgebracht. Op 10 januari 2009 kwam het nummer wederom binnen op 68 en steeg tot 16 mei door naar de vierde plek waardoor het de derde single van Gaga is die in Canada de top vijf behaalde.

## Videoclip
De videoclip, net als Eh, Eh (Nothing Else I Can Say) geregisseerd door Joseph Kahn, is geïnspireerd door de New Yorkse ondergrondse. Gaga danst hierbij door een metrostation, de metro zelf en een autoparkeerplaats. De clip is Gaga's hulde aan de leefstijl van New York met zijn glamour, fans en mode. Ook is de clip geïnspireerd op het album Bad van Michael Jackson.

## Tracklist

### Australische cd-single
1. "LoveGame" (Album version) - 03:33
2. "LoveGame" (Robots to Mars Remix) - 03:13

### Canadese iTunes Remix Single
1. "LoveGame" (Space Cowboy Remix) - 3:19
2. "LoveGame" (Robots to Mars Remix) - 3:13

### Amerikaanse iTunes Remix Single
1. "LoveGame" (Robots to Mars Remix) - 3:13

### Australische iTunes Single
1. "LoveGame" (Album version) - 3:33
2. "LoveGame" (Robots to Mars Remix) - 3:13

### Hitnotering
| "LoveGame" in de Nederlandse Top 40 - binnen: 23-05-2009 | "LoveGame" in de Nederlandse Top 40 - binnen: 23-05-2009 | "LoveGame" in de Nederlandse Top 40 - binnen: 23-05-2009 | "LoveGame" in de Nederlandse Top 40 - binnen: 23-05-2009 | "LoveGame" in de Nederlandse Top 40 - binnen: 23-05-2009 | "LoveGame" in de Nederlandse Top 40 - binnen: 23-05-2009 | "LoveGame" in de Nederlandse Top 40 - binnen: 23-05-2009 | "LoveGame" in de Nederlandse Top 40 - binnen: 23-05-2009 | "LoveGame" in de Nederlandse Top 40 - binnen: 23-05-2009 | "LoveGame" in de Nederlandse Top 40 - binnen: 23-05-2009 | "LoveGame" in de Nederlandse Top 40 - binnen: 23-05-2009 | "LoveGame" in de Nederlandse Top 40 - binnen: 23-05-2009 |
| Week                                                     | 1                                                        | 2                                                        | 3                                                        | 4                                                        | 5                                                        | 6                                                        | 7                                                        | 8                                                        | 9                                                        | 10                                                       |                                                          |
| -------------------------------------------------------- | -------------------------------------------------------- | -------------------------------------------------------- | -------------------------------------------------------- | -------------------------------------------------------- | -------------------------------------------------------- | -------------------------------------------------------- | -------------------------------------------------------- | -------------------------------------------------------- | -------------------------------------------------------- | -------------------------------------------------------- | -------------------------------------------------------- |
| Nummer                                                   | 28                                                       | 17                                                       | 12                                                       | 9                                                        | 5                                                        | 11                                                       | 11                                                       | 15                                                       | 20                                                       | 30                                                       | uit                                                      |

| "LoveGame" in de Nederlandse Single Top 100 - binnen: 06-06-2009 | "LoveGame" in de Nederlandse Single Top 100 - binnen: 06-06-2009 | "LoveGame" in de Nederlandse Single Top 100 - binnen: 06-06-2009 | "LoveGame" in de Nederlandse Single Top 100 - binnen: 06-06-2009 | "LoveGame" in de Nederlandse Single Top 100 - binnen: 06-06-2009 | "LoveGame" in de Nederlandse Single Top 100 - binnen: 06-06-2009 | "LoveGame" in de Nederlandse Single Top 100 - binnen: 06-06-2009 | "LoveGame" in de Nederlandse Single Top 100 - binnen: 06-06-2009 | "LoveGame" in de Nederlandse Single Top 100 - binnen: 06-06-2009 | "LoveGame" in de Nederlandse Single Top 100 - binnen: 06-06-2009 | "LoveGame" in de Nederlandse Single Top 100 - binnen: 06-06-2009 | "LoveGame" in de Nederlandse Single Top 100 - binnen: 06-06-2009 | "LoveGame" in de Nederlandse Single Top 100 - binnen: 06-06-2009 |
| Week                                                             | 1                                                                | 2                                                                | 3                                                                | 4                                                                | 5                                                                | 6                                                                | 7                                                                | 8                                                                | 9                                                                | 10                                                               | 11                                                               |                                                                  |
| ---------------------------------------------------------------- | ---------------------------------------------------------------- | ---------------------------------------------------------------- | ---------------------------------------------------------------- | ---------------------------------------------------------------- | ---------------------------------------------------------------- | ---------------------------------------------------------------- | ---------------------------------------------------------------- | ---------------------------------------------------------------- | ---------------------------------------------------------------- | ---------------------------------------------------------------- | ---------------------------------------------------------------- | ---------------------------------------------------------------- |
| Nummer                                                           | 27                                                               | 30                                                               | 35                                                               | 30                                                               | 49                                                               | 59                                                               | 48                                                               | 43                                                               | 62                                                               | 68                                                               | 86                                                               | uit                                                              |

| "LoveGame" in de Vlaamse Ultratop 50 - binnen: 23-05-2009 | "LoveGame" in de Vlaamse Ultratop 50 - binnen: 23-05-2009 | "LoveGame" in de Vlaamse Ultratop 50 - binnen: 23-05-2009 | "LoveGame" in de Vlaamse Ultratop 50 - binnen: 23-05-2009 | "LoveGame" in de Vlaamse Ultratop 50 - binnen: 23-05-2009 | "LoveGame" in de Vlaamse Ultratop 50 - binnen: 23-05-2009 | "LoveGame" in de Vlaamse Ultratop 50 - binnen: 23-05-2009 | "LoveGame" in de Vlaamse Ultratop 50 - binnen: 23-05-2009 | "LoveGame" in de Vlaamse Ultratop 50 - binnen: 23-05-2009 | "LoveGame" in de Vlaamse Ultratop 50 - binnen: 23-05-2009 | "LoveGame" in de Vlaamse Ultratop 50 - binnen: 23-05-2009 | "LoveGame" in de Vlaamse Ultratop 50 - binnen: 23-05-2009 | "LoveGame" in de Vlaamse Ultratop 50 - binnen: 23-05-2009 | "LoveGame" in de Vlaamse Ultratop 50 - binnen: 23-05-2009 | "LoveGame" in de Vlaamse Ultratop 50 - binnen: 23-05-2009 | "LoveGame" in de Vlaamse Ultratop 50 - binnen: 23-05-2009 |
| Week                                                      | 1                                                         | 2                                                         | 3                                                         | 4                                                         | 5                                                         | 6                                                         | 7                                                         | 8                                                         | 9                                                         | 10                                                        | 11                                                        | 12                                                        | 13                                                        | 14                                                        |                                                           |
| --------------------------------------------------------- | --------------------------------------------------------- | --------------------------------------------------------- | --------------------------------------------------------- | --------------------------------------------------------- | --------------------------------------------------------- | --------------------------------------------------------- | --------------------------------------------------------- | --------------------------------------------------------- | --------------------------------------------------------- | --------------------------------------------------------- | --------------------------------------------------------- | --------------------------------------------------------- | --------------------------------------------------------- | --------------------------------------------------------- | --------------------------------------------------------- |
| Nummer                                                    | 19                                                        | 8                                                         | 6                                                         | 8                                                         | 6                                                         | 10                                                        | 8                                                         | 8                                                         | 10                                                        | 12                                                        | 14                                                        | 23                                                        | 34                                                        | 40                                                        | uit                                                       |